# Kulturpfad Porz

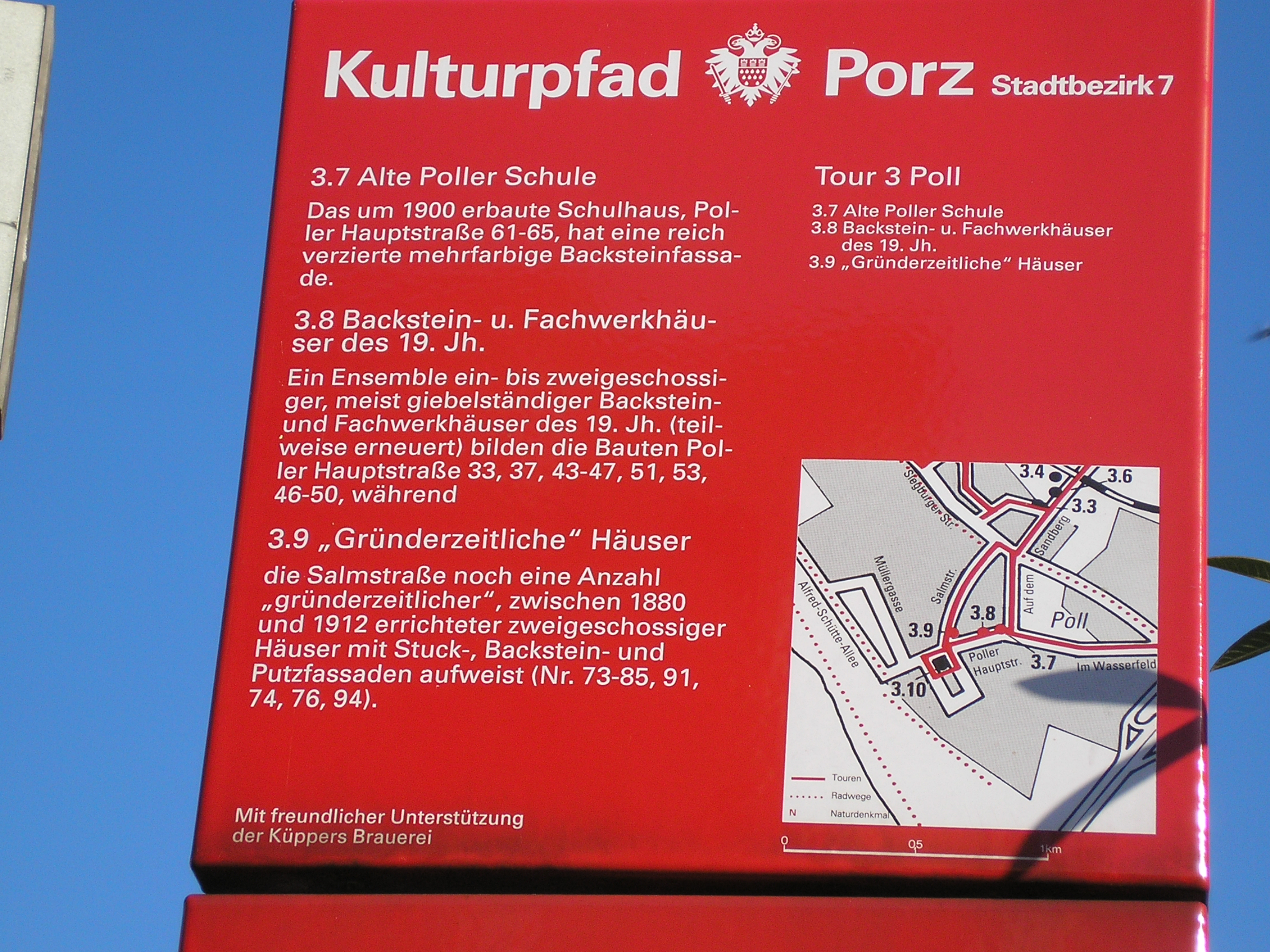
Infotafel am Kulturpfad

Der Kulturpfad Porz war ein vierteiliger Rad- bzw. Wanderweg im Kölner Stadtbezirk Porz. Er gehört zum Kulturpfad Köln. Der Pfad ist mit Informationstafeln aufbereitet und führt an sehenswürdigen Plätzen und Gebäuden entlang, wobei der Weg nicht ausgeschildert ist und keine erwerbbaren Karten mehr existieren. Das Entstehungsjahr ist unbekannt.
Die unten aufgeführten Texte entsprechen denen der Infotafeln an den Kulturobjekten. Die Nummerierung der Infotafel findet sich in Klammern zu Beginn der Abschnitte wieder. Die Georeferenzen, die sich hinter dem Link „Karte“ verbergen, beziehen sich jeweils auf den Standort der Infotafel.

## Tour 1

### Libur

#### Urbanuskreuz
(1.1) Karte Das Urbanuskreuz wurde 1729 zusammen mit fünf Sommerlinden an der alten Bonner Straße errichtet. 1948 wurde der Standort zur Urbanusstraße verlegt. Das Kreuz wurde dem heiligen Urban, Schutzpatron der Weinreben, gewidmet.

#### Stompeler Kreuz
(1.2) Karte Ein typisches Feldkreuz, das 1906 mit 3 Rosskastanien errichtet worden ist.

#### Bröhls Kreuz
(1.3) Karte Gedenkkreuz von 1882 für die Eheleute Jodokus Bröhl und Klara Küster. Zwei höllandische Linden sind Begleitbäume (Naturdenkmal). Der Standort zeigt die Südseite der Allmende, des Gemeindeflures, an. Das Kreuz ist eine besonders sorgfältige bildhauerische Arbeit mit durchgearbeiteter Konsole, Profilen und Nischeneinfassung. In der Nische steht eine Muttergottesstatue.

#### Hölser Kreuz
(1.4) Karte
Vorbei am Pleienpool (Kleih-Kuhle) steht das Wegekreuz an einer alten Kreuzung, die von Uckendorf über Stockum nach Spich führte. Gusseisenkreuz und Sandsteinsockel wurden 1787 von den namensgebenden Eheleuten errichtet. 1900 wurde es zerstört und wieder aufgebaut.

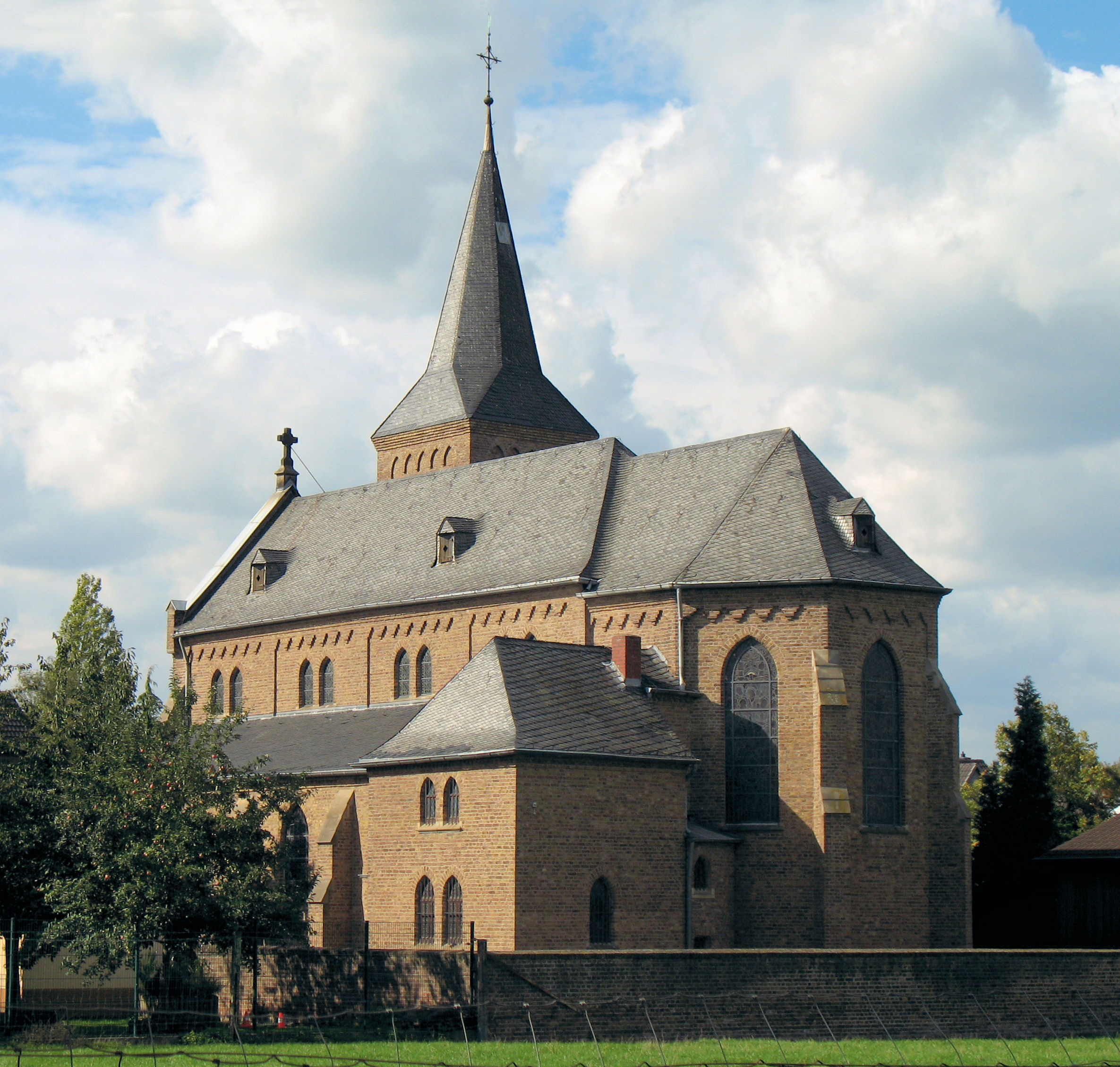
Pfarrkirche St. Margareta

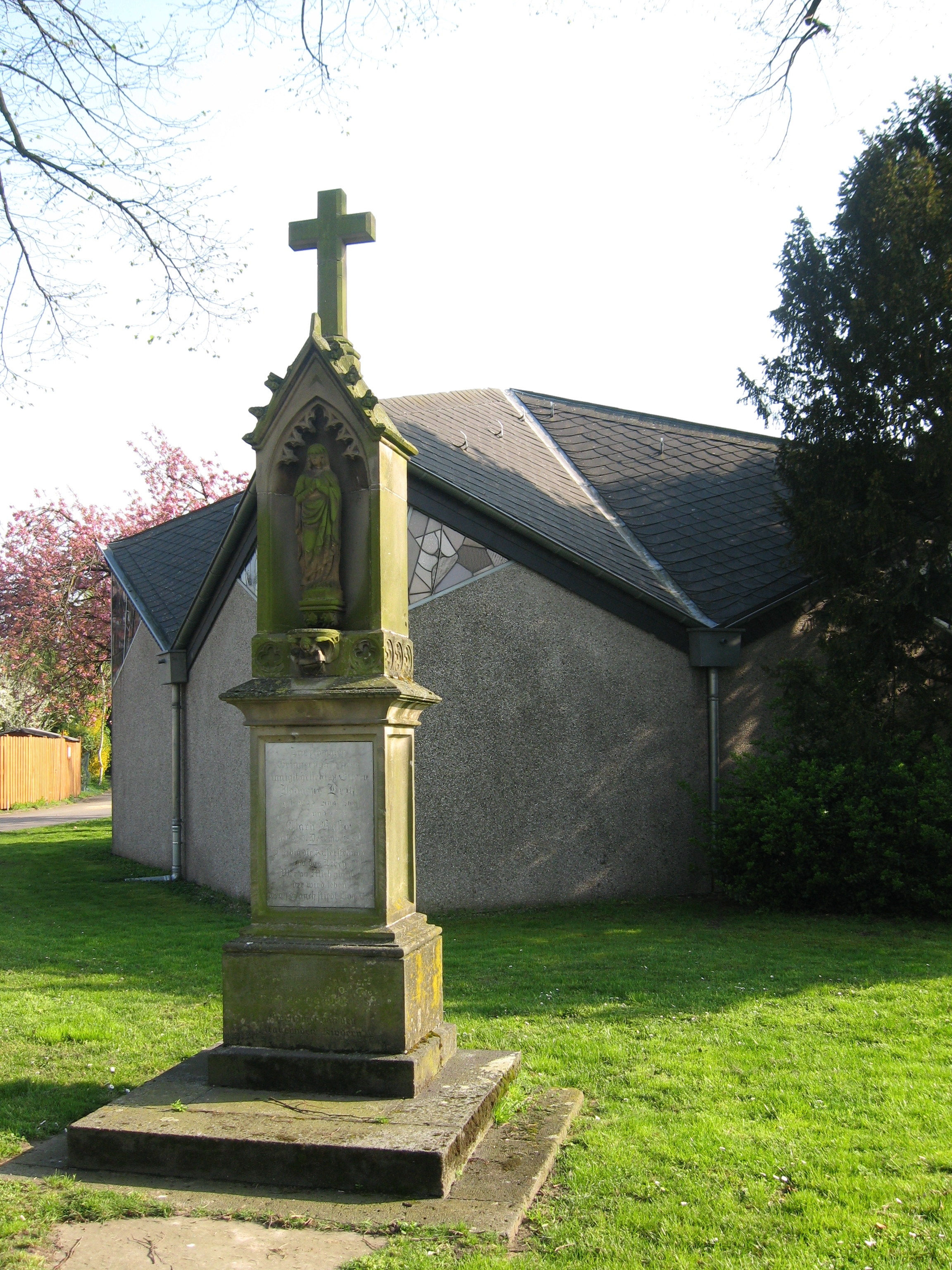
Margaretenkreuz

#### Pastor-Huthmacher-Straße
(1.5) Die Pastor-Huthmacher-Straße weist noch Zeugnisse der typischen älteren Bebauung (Ende 19. Jh.) des Weilers Libur auf (Nr. 2, 10, 16, 22). Eine einheitliche Fluchtlinie fehlt noch.
Das Haus Nr. 2 ist ein zweigeschossiges, giebelständiges Fachwerkhaus mit vorgesetztem Backsteingiebel aus dem 19. Jahrhundert; Nr. 10 ein kleines, zweigeschossiges, traufständiges Backsteinhaus, erbaut um 1900; Nr. 16 ein zweigeschossiges Fachwerkgehöft aus dem späten 18. Jahrhundert mit verputztem Erdgeschoss und einem Walmdach; Nr. 22 ein zweigeschossiges Wohnhaus (1882 inschr. dat.) einer ehem. Hofanlage, mit einer mehrfarbigen Backsteinfassade, Mittelrisalit (ital. „risalto“: Vorsprung; Teil eines Gebäudes, der über dessen Fluchtlinie in ganzer Höhe hervortritt, man unterscheidet Mittel-‚ Seiten- und Eckrisalit) mit übergiebeltem Eingangsbereich und Madonna in einer Nische.

#### St. Margareta
(1.6) Katholische Pfarrkirche St. Margareta an der Pastor-Huthmacher-Straße, erbaut 1909–1911 nach Vorlagen des Pfarrers Hubert Huthmacher, eine neugotische dreischiffige Backsteinbasilika, der ursprüngliche Innenausstattung (steinerne Altäre, Kanzel, Orgelempore, Fenster, Skulpturen) gut erhalten blieben ist. 1981 nach denkmalpflegerischen Gesichtspunkten restauriert. Neben der Kirche der alte Friedhof mit bis auf das Jahr 1650 zurückgehenden Grabsteinen.

#### Margaretenkreuz
(1.7) Das Margaretenkreuz wurde 1874 gestiftet.

### Urbach

#### Wohn- und Geschäftshäuser Frankfurter Str. 529
(1.22) 
Karte Unmittelbar an der Kreuzung der beiden Urbacher Hauptstraßen gelegen, ist das 1903 erbaute zweigeschossige Wohn- und Geschäftshaus eines der wenigen im Ort erhaltenen Beispiele einer städtisch beeinflussten Architektur im Jugendstil.

#### Ensemble Frankfurter Straße mit Ossenbach-Mühle

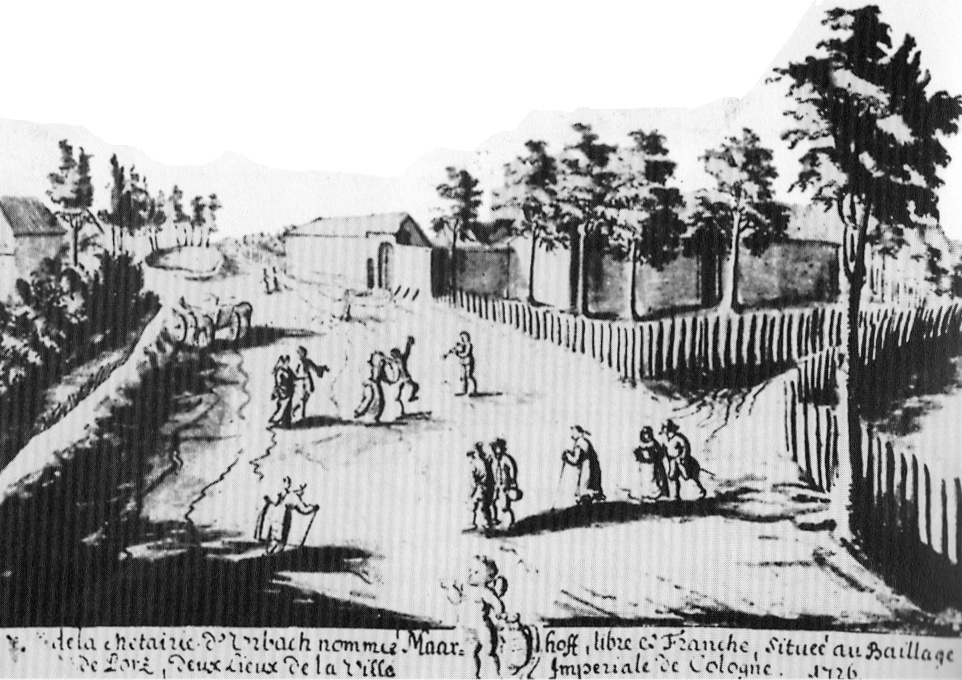
Frühe Zeichnung des Guts Maarhof(f)

(1.23) 
Karte Im historischen städtebaulichen Kontext ist das Ensemble ein- bis zweigeschossiger Häuser aus dem 19. u. beginnenden 20. Jh. zu betrachten: die ländl. geprägten Gebäude Nr. 511, 513 und die Nr. 519, die ehem. Issenbach-Müghle, ein eingeschossiges, giebelständiges Fachwerkhaus (Mitte 19. Jh.) mit langgestrecktem, traufständigen Anbau (1981–1983) Gesamtrestaurierung, sowie die Nr. 515, 527 u. 512 ländliche Bauten mit städtischen Einflüssen.

#### Maarhof
(1.24) Der 1613 erstmals erwähnte Maarhof, Frankfurter Straße 540, eine geschlossene, vierflügelige Hofanlage des 18./19. Jh., besitzt ein zweigeschossiges Herrenhaus mit reicher Stuckfassade (1896) und Schopfwalmdach. Die ehem. Wirtschaftsgebäude sind aus Backstein. Nach Aufgabe der landwirtschaftl. Nutzung erfolgten die innere und äußere Restaurierung und der Umbau der Stallungen zur Wohnanlage (1984/86). Der Maarhof bildete den Abschluss und Höhepunkt der Bebauung der Frankfurter Straße. Trotz aller Änderungen ist die Anlage ein unverzichtbarer Bestandteil der nur noch teilw. ländlichen Struktur des Ortes.

#### St. Bartolomäus
(1.25) 
Karte Die kathol. Pfarrkirche St. Bartholomäus, Frankfurter Straße 522, entstand 1879/80 nach Plänen H. Nagelschmidts als dreischiffige Hallenkirche mit Querschiff, Chorraum und drei Halbkreisenapsidden, erbaut in der Form des rheinisch-romanisierenden Rundbogenstils. Der Vierkantturm stammt a.d. Jahr 1899. Vom Turm des romanischen Vorgängerbaus ist der Ostbogen im heutigen Bau erhalten. Teile der Innenausstattung der alten Urbacher Pfarrkirche sind bewahrt geblieben. Der barocke Orgelprospekt stammt aus Klein-St. Martin in Köln. Hauptaltar und Ambo gestaltet von H. Gernot (1970); innere Farbgestaltung von 1978.

#### Urbacher Friedhof
(1.27) Karte Dieser typische Dorffriedhof wurde zur Zeit der Bürgermeisterei Heumar am Ortsrand errichtet. Die gemischt-konfessionelle Friedhof enthält Gräber der 60er und 70er Jahren des 19. Jh. Ein prächtiges Grabmal aus weißem Marmor (1982) des Urbacher Bürgermeisters Bernhard Sternenberg und seiner Frau Eva, geb. Balchoss sticht hervor. Auf dem Gelände zum Mühlenweg hin befindet sich das Ehrenmal der UdSSR für die im Zweiten Weltkrieg getöteten Zwangsarbeiter.

#### Wohnhaus Frankfurter Straße 482
(1.28) Das 1880 errichtete zweigeschossige, traufständige Wohnhaus mit Backsteinfassade, Stichbögen, Ankersplinten erinnert noch an das ursprüngliche Straßenbild.

## Tour 2

### Westhoven

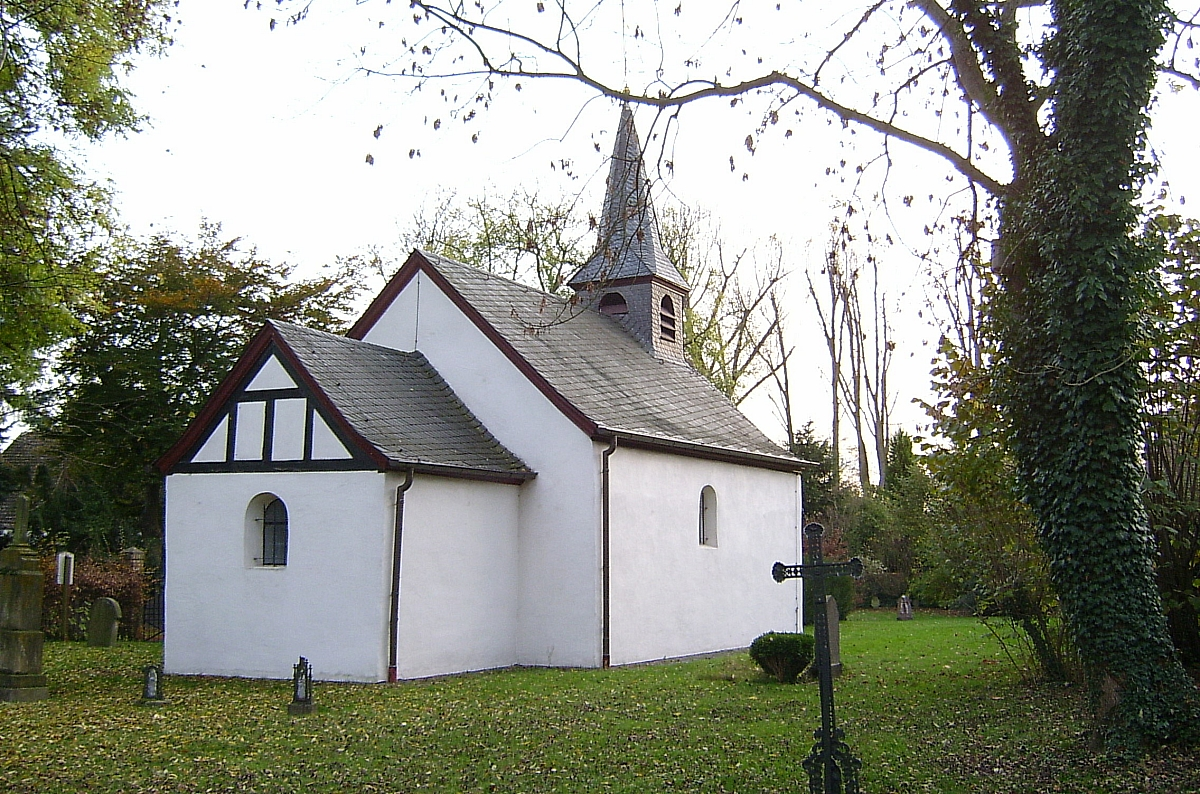
Nikolaus-Kapelle aus südlicher Richtung

#### Nikolaus-Kapelle
(2.2) Karte
Die dem Schutzpatron der Schiffer geweihte, ehem. zur Abtei St. Heribert in Deutz gehörende Nikolaus-Kapelle, St.-Agatha-Straße, wurde um 1100 errichtet. Der kleine romanische Saalbau (restauriert 1959–1964) aus verputztem Tuff- und Kieselmauerwerk mit eingezogenem Rechteckchor, Fachwerkgiebel und einem Dachreiter liegt inmitten des ehem., bis 1929 benutzten Friedhofs mit alten Grabsteinen und Eisenkreuzen (restauriert 1987 von der Bürgervereinigung Ensen-Westhoven).

### Langel

#### Fronhof
(2.7) Karte Begrenzt von der Frongasse, Rosengasse und Lülsdorfer Straße liegt der erstmals 965, dann 1225 im Urbar von St. Pantaleon in Köln erwähnte Fronhof. 1633 wurde der damals 178 Morgen große Hof, Zentrum eines Grundherrschaftlichen Hofverbandes mit einer größeren Anzahl abhängiger Höfe, von einem Feuer vernichtet. Die danach neu entstandene Anlage ging 1803 in den Besitz des preußischen Staates über, der sie 1820 an die Gebrüder Immendorff verkaufte. Der nach starken Beschädigungen im Zweiten Weltkrieg wiederaufgebaute, heute teilw. veränderte Fronhof ist der Mittelpunkt des Langeler Oberdorfes in unmittelbarer Nachbarschaft der Kirche St. Clemens.

#### St. Clemens
→ Siehe Hauptartikel St. Clemens

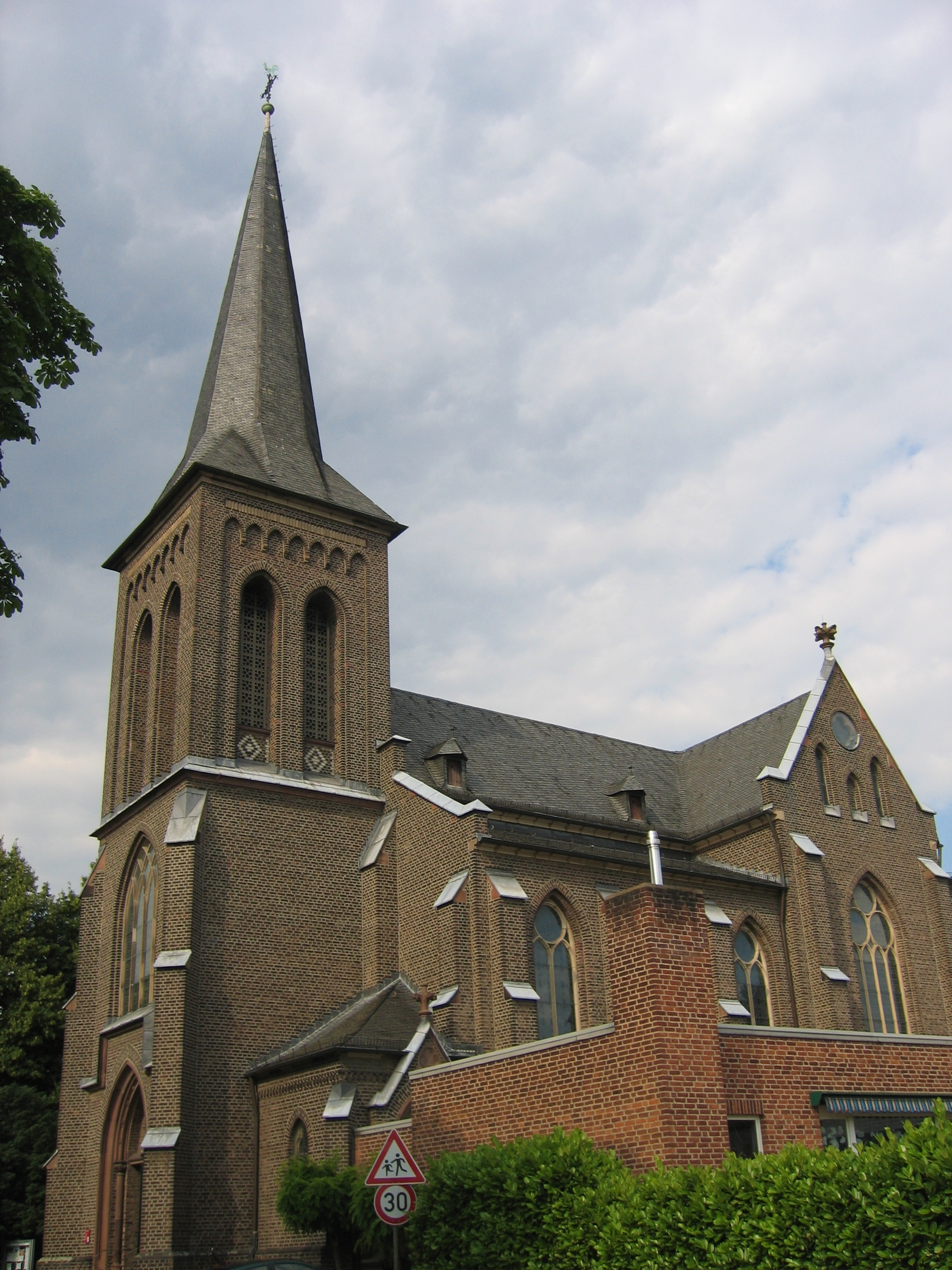
St. Clemens in Köln-Langel

(2.8) Bei der Katholischen Pfarrkirche St. Clemens, Lülsdorfer Straße 114, erbaut 1890/91 nach Entwürfen des Kölner Architekten Heinrich Nagelschmidt handelt es sich um eine neugotische dreischiffige Backstein-Hallenkirche.

#### Sog. Friedenseiche (Naturdenkmal)
(2.12) Die „Friedenseiche“ wurde zum Gedenken an den deutsch-französischen Krieg 1870/71 und die Reichsgründung von 1871 an der Wegekreuzung vom ehem. Langeler Unterdorf nach Lülsdorf und vom Oberdorf nach Zündorf gepflanzt.

## Tour 3

### Poll

#### Milchmädchensiedlung
(3.1) Auf einem durch die Siegburger Straße, die Eisenbahnstrecke und den Friedhof begrenzten Areal (Rolshover Kirchweg, Allerseelenstraße, An den Maien) wurde 1919–1921 nach Plänen von E. Mewes die „Milchmädchensiedlung“ im Heimatstil städtischer Prägung nach dem Konzept des „stadtnahen Wohnens im Grünen“ errichtet. Mit ihr wurde die letzte reine Einfamilienhaus-Siedlung in Köln geschaffen. Städtebaulicher Mittelpunkt ist der Efeuplatz mit „Milchmädchen“-Plastik (um 1922). Obwohl heute im Erscheinungsbild stark verändert, sind ursprl. Aufbau und Gliederung der Siedlung weiterhin gut zu erkennen.

#### Siedlung Altenberger Kreuzweg
(3.2) Die Siedlung Altenberger Kreuzweg wurde 1927–1929 nach den Plänen von E. Mewes auf den Grundriss eines unregelmäßigen Fünfecks (Am Altenberger Kreuz, Im Mittelfeld, Siegburger Straße, Bahnstraße) als Ergänzung der Milchmädchensiedlung aus symmetrischen Reihen geordneten 15 Mehr- und Einfamilienhäuser errichtet. Städtebaulicher Mittelpunkt ist die Dreifaltigkeitskirche, Am Altenberger Kreuz, neu geschaffen von K. Band 1951–1954 unter Einbeziehung der Mauerreste der kriegszerstörten Vorgängerin.

#### Alte Poller Schule
(3.7) Das um 1900 erbaute Schulhaus, Poller Hauptstraße 61–65, hat eine reich verzierte mehrfarbige Backsteinfassade.

#### Backstein- und Fachwerkhäuser des 19. Jahrhunderts
(3.8) Ein Ensemble ein- bis zweigeschossiger, meist giebelständiger Backstein- und Fachwerkhäuser des 19. Jh. (teilweise erneuert) bilden die Bauten Poller Hauptstraße 33, 37, 43–47, 51, 53, 46–50, während

#### „Gründerzeitliche“ Häuser
(3.9) die Salmstraße noch eine Anzahl „gründerzeitlicher“, zwischen 1880 und 1912 errichteter zweigeschossiger Häuser mit Stuck-, Backstein- und Putzfassaden aufweist (Nr. 73–85, 91, 74, 76, 94).

#### St. Joseph
(3.10) Im Ortskern wurde die katholische Pfarrkirche St. Joseph, Kirchplatz 1a, nach Plänen H. Nagelschmitz 1862–1864 als ursprüngliche neugotische dreischiffige Backsteinbasilika erbaut und nach scheren Kriegszerstörungen unter Beibehaltung der Umfassungsmauern und der unteren Geschosse des Westturmes seit 1951 von A. Hauk und M. Krantz neu errichtet. Die Chorausstattung hat 1955 H. Rheindorf geschaffen. Am Kirchplatz/Ecke Poller Hauptstraße ein Pestkreuz (1666) aus Trachyt, seit 1891 an seinen jetzigen Ort.

#### Wasserwerk
(3.11) Im Jahr 1904 im ehemaligen Festungsrayon abseits aller Wohn- und Industrieansiedlungen errichteten Gebäude des Wasserwerks (technisches Denkmal) der RGW (Rechtsrheinische Gas- und Wasserversorgung AG), Porzer Ringstraße 1, dessen prächtige, backsteingegliederte Putzfassade ist weithin sichtbar ist.

### Ensen

#### Amerikakreuz
(3.15) Karte Am Marktplatz steht das 4,20 m hohe sog. Amerikakreuz, aus Sandstein, gestiftet am 7. August 1869 vom Amerika-Auswanderer Balthasar Schmitz geb. zu Ensen, dessen Eltern an der Stelle des heutigen Marktplatzes einen eigenen Hof bewirtschafteten.

### Gremberghoven

#### Siedlung Gremberghoven
(3.20) 
Karte
Ein typisches Beispiel für Arbeitersiedlungen im 1. Drittel des 20. Jh. ist die Siedlung Gremberghoven, 1919–1922 nach der Idee der Gartenstadt mit großen Gärten zur Selbstversorgung nach M. Kießlings für die bediensteten des Rangierbahnhofs Gremberg (angelegt 1917–1924). Ein- bis dreigeschossige Ein- u. Mehrfamilienhäuser mit Putzfassaden vereinen sich mit Straßen und Gärten auf dem ellipsenförmigen Siedlungsgrundriss zu einem großräumigen, symmetrisch gegliederten Rondell. Wiederaufbau 1951 nach Kriegszerstörungen mit gewissen Veränderungen.

### Porz

#### Villa Dr. Hollstein, Villa Ahren, Villa Broicher
(3.27) Zum historischen Ensemble der Hauptstraße gehören die Villa Dr. Hollstein (Nr. 303), die Villa Ahren (Nr. 305) sowie die Villa Broicher (Nr. 307), die am südlichen Ortsrand des alten Porz in bevorzugter Lage nahe am Rhein liegen. Sie wurden zwischen 1900 (Villa Dr. Hollstein) und 1912 errichtet. Trotz mancher Modernisierungsmaßnahme ist ihr aufwendiger Wohnstandard noch ablesbar. Die Villa Dr. Hollstein besitzt noch den Vorgarten, die originalen schmiedeeisernen Tore mit dem Einfriedungsgitter, sowie die Remise. In den Villengärten stehen noch drei Blutbuchen als Naturdenkmäler.

## Tour 4

### Zündorf

#### St. Michael
(4.11) St. Michael am Burgweg, die alte Pfarrkirche Niederzündorfs (11.–17. Jh.), auf einer leichten Anhöhe über einem alten Rheinarm gelegen, ist ein romanischer Saalbau mit reich verziertem Vierkantturm mit Rautenhelm (1170) im Westen, dreiseitigem Chor im Osten, Kapelle im Süden und Sakristei (1662) im Norden. Das nördl. Seitenschiff wurde 1906 abgebrochen. Im Innern 2 Tafelgemälde aus der Barthel Bruyn-Schule mit Kalvarienberg u. Anbetung der hl. 3 Könige (2. Hälfte 16. Jh.), ein merowingisches Rankenrelief (7. Jh.) u. Grabsteine des 17. Jh. Der ummauerte Friedhofsbezirk ist mittelalterlichen Ursprungs; auf dem Eingangstor ein 1630 datiertes Grabkreuz.

#### Historische Gebäude am Burgweg
(4.12) Das 1½-geschossige Fachwerkhäuschen (mit verputzter Traufseite) Burgweg Nr. 9 datiert aus dem Jahr 1677. Der Bitzhof, Burgweg Nr. 12, stammt aus dem Jahre 1836. Das zweigeschossige Fachwerkhaus mit einläufiger Außentreppe wurde 1982 innen und außen aufwendig restauriert.

#### Börschhof
(4.18) Der Börschhof (ehemaliger Abtshof), Hauptstraße 2, ist eine geschlossene Hofanlage von 1780/81 mit zweigeschossigem, fünfachsigem Herrenhaus und eingeschossigen Wirtschaftsgebäuden (alle in Backstein). Der Hof markiert die südliche Grenze Zündorfs und prägt zusammen mit den anderen Hofanlagen das Dorfbild entlang der Hauptstraße.